# Gratus von Aosta

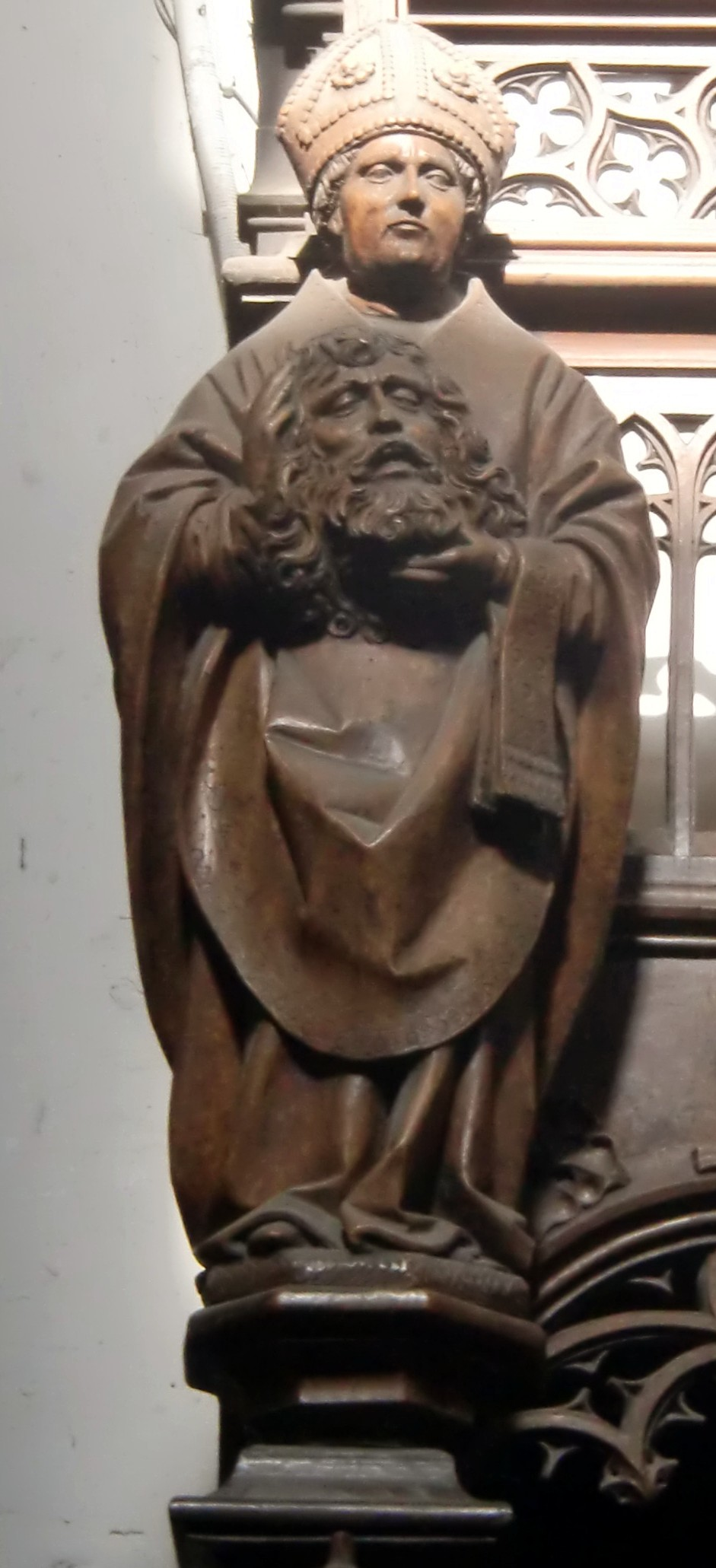
Statue des Heiligen Gratus, Holz geschnitzt, Sankt Ursusstift, Aosta

Gratus von Aosta († 7. September um 470) war der zweite Bischof von Aosta. Er ist ein Heiliger der römisch-katholischen Kirche und der Schutzpatron der Stadt Aosta und des Aostatals.

## Leben
Gemäß der Überlieferung war Gratus in der Spätantike ein priesterlicher Mitarbeiter von Eustasius, dem ersten Bischof von Aosta. Seine Teilnahme an der zweiten Kirchenversammlung in Mailand im Jahr 451 ist durch seine Unterschrift unter dem Beschlussprotokoll dokumentiert.
Gratus soll an der Translation der Gebeine des Heiligen Innozenz in Agaunum, dem heutigen Saint-Maurice im Kanton Wallis, teilgenommen haben.
Auf der heute noch erhaltenen Grabplatte ist als Todestag des heiligen Gratus der 7. September eingraviert.

## Tradition und Heiligenkult
Der Kenner der Geschichte des Aostatals Joseph-Marie Henry bezeichnete den spätantiken Bischof Gratus als «…la figure la plus imposante de l’histoire valdotaine.» Die Reliquien des heiligen Gratus werden in der Kathedrale von Aosta in einem kunstvoll gearbeiteten Schrein aufbewahrt. Sie werden am Festtag des Heiligen, am 7. September, in einer Prozession durch die Stadt Aosta getragen.
Gratus ist der Stadtpatron von Aosta und wird im Aostatal und im Piemont besonders als Schutzheiliger gegen Unwetter und Hochwasser angerufen. Man schreibt ihm auch Hilfe bei ansteckenden Krankheiten zu.
Eine Legende aus dem Mittelalter erzählt, es sei Gratus gewesen, der in Palästina den von Salome abgeschnittenen Kopf von Johannes dem Täufer gefunden habe.
In der Aostataler Gemeinde Charvensod befindet sich hoch am Berghang die Kapelle der Gratus-Ermitage; an diese abgelegene Stelle soll sich Gratus manchmal zum Gebet zurückgezogen haben, die diesbezügliche Überlieferung reicht allerdings nicht über das 13. Jahrhundert zurück. Bei der Kapelle im Gebirge lebten in der Frühneuzeit verschiedene Einsiedler. Das Gebäude wurde im Jahr 1754 vergrößert.
In der piemontesischen Gemeinde Canischio erinnert die Gratuskapelle und in Boves die Pfarrkirche der Frakzion Rivoira an den Bischof von Aosta. Und auch in Savoyen war der Heilige Grat früher ein populärer Heiliger, so gilt er als Schutzpatron unter anderem in der Ortschaft Conflens in Albertville sowie in Morlon im schweizerischen Kanton Freiburg.